# باغ زعیما
باغ زعیما، روستایی در دهستان صوغان بخش صوغان شهرستان ارزوئیه در استان کرمان ایران است.

## جمعیت
بر پایه سرشماری عمومی نفوس و مسکن در سال ۱۳۹۵، جمعیت این روستا برابر با ۸۵ نفر (۲۲ خانوار) بوده‌است.